# Aborim
Aborim é uma povoação portuguesa sede da Freguesia de Aborim do Município de Barcelos, freguesia com 6,18 km² de área e 827 habitantes (censo de 2021), tendo, por isso, uma densidade populacional de 133,8 hab./km².

## Demografia
A população registada nos censos foi:
| Distribuição da População por Grupos Etários | Distribuição da População por Grupos Etários | Distribuição da População por Grupos Etários | Distribuição da População por Grupos Etários | Distribuição da População por Grupos Etários |
| -------------------------------------------- | -------------------------------------------- | -------------------------------------------- | -------------------------------------------- | -------------------------------------------- |
| Ano                                          | 0-14 Anos                                    | 15-24 Anos                                   | 25-64 Anos                                   | > 65 Anos                                    |
| 2001                                         | 189                                          | 163                                          | 501                                          | 118                                          |
| 2011                                         | 132                                          | 113                                          | 506                                          | 140                                          |
| 2021                                         | 106                                          | 89                                           | 457                                          | 175                                          |

## Política

### Eleições autárquicas
| Data | %       | M       | %     | M  | %       | M       | %     | M   | %       | M       |
| Data | PPD/PSD | PPD/PSD | PS    | PS | CDS-PP  | CDS-PP  | IND   | IND | PSD-CDS | PSD-CDS |
| ---- | ------- | ------- | ----- | -- | ------- | ------- | ----- | --- | ------- | ------- |
| 1976 | 49,74   | 4       | 32,28 | 2  | 12,43   | 1       |       |     |         |         |
| 1979 | 36,81   | 4       | 33,33 | 3  | 27,31   | 2       |       |     |         |         |
| 1982 | 58,19   | 6       | 31,59 | 3  |         |         |       |     |         |         |
| 1985 | 55,27   | 4       | 41,15 | 3  |         |         |       |     |         |         |
| 1989 | 64,21   | 5       | 34,00 | 2  |         |         |       |     |         |         |
| 1993 | 45,87   | 3       | 38,53 | 3  | 15,23   | 1       |       |     |         |         |
| 1997 | 35,63   | 3       | 11,56 | -  | 3,44    | -       | 48,13 | 4   |         |         |
| 2001 | 35,90   | 3       | 6,87  | -  |         |         | 52,45 | 4   |         |         |
| 2005 |         |         | 34,26 | 2  | 60,93   | 5       |       |     |         |         |
| 2009 | 55,10   | 4       | 41,18 | 3  |         |         |       |     |         |         |
| 2013 | CDS-PP  | CDS-PP  | 79,45 | 6  | PPD/PSD | PPD/PSD |       |     | 16,97   | 1       |
| 2017 |         |         | 84,42 | 7  |         |         |       |     |         |         |
| 2021 | CDS-PP  | CDS-PP  | 76,92 | 6  | PPD/PSD | PPD/PSD | 16,89 | 1   |         |         |

## Património
- Torre de Aborim
- Quinta de Celeirô
- Igreja Paroquial de Aborim
- Cruzeiro Paroquial de Aborim
- Capela de Nossa Sra da Lapa
- Velha estrada Romana - Caminho de Santiago
- Estação de Tamel